# ترسیلی
ترسیلی (به فرانسوی: Trésilley) یک کمون در فرانسه است که در Canton of Rioz واقع شده‌است.

## خصوصیات
ترسیلی ۱۱٫۰۸ کیلومترمربع مساحت و ۱۹۳ نفر جمعیت دارد.